# Fors d'Aragon
 (juin 2025).
Si vous disposez d'ouvrages ou d'articles de référence ou si vous connaissez des sites web de qualité traitant du thème abordé ici, merci de compléter l'article en donnant les références utiles à sa vérifiabilité et en les liant à la section « Notes et références ».

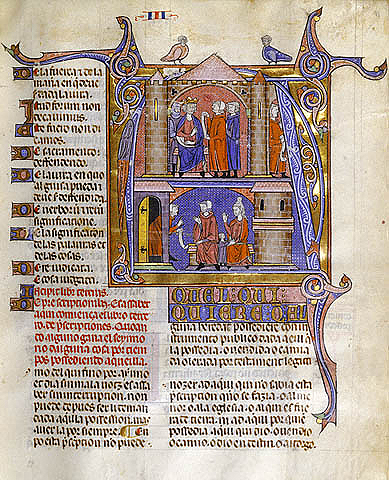
Vidal Mayor (XIIIe siècle). Première compilation des fors d'Aragon.

En 1247, le roi Jacques Ier convoqua les Cortes Generales du royaume d'Aragon à Huesca dans le but de poursuivre l'œuvre législative de la Couronne et compiler en un seul document les règles qui devaient régir l'activité privée et l'administration de la justice. Les personnes désignées par les différents Conseils (Concejos) ont approuvé alors les fors d'Aragon (Fueros en castillan et en aragonais) en utilisant comme la base l'œuvre juridique préalable réalisée par l'évêque de Huesca, Vidal de Canellas qui recueille une part substantielle des fors locaux.

## Historique
Les fors à leur origine se présentaient sous forme d'un pacte, c'est-à-dire le fruit d'un apport commun des Conseils auquel le Roi donnait son agrément. Dans un premier temps ils étaient le résultat d'une compilation et finirent par remplir douze livres après les révisions de 1496, 1517 et 1542. En 1552 a été réalisée une grande refonte, qui incluait les Observancias. Le dernier travail de compilation a été réalisé en 1667. Le travail de codification s'est vu supplanté dans de nombreuses occasions par les règles que formulaient les Cortes d'Aragon elles-mêmes et ces règles étaient incorporées au corpus des règles juridiques du Royaume.
Dans le privilège royal de 1283, Pierre III d'Aragon confirme les fors et étend leur application à tout le Royaume.
L'application des fueros tombe en désuétude, à partir de la mort de Juan de Lanuza y Urrea, Grand Justicier d'Aragon, ordonnée par Philippe II afin d'éliminer la forme de l'accord comme base de rédaction des fors. En 1592, les Cortes d'Aragon se réunissent à Tarazona et modifient substantiellement les règles. À partir de ce moment ce sera le roi qui en établira le contenu. L'unification avec la Castille mettra un terme définitif au droit local : en 1707, Philippe V abolit définitivement les fors par la publication des Décrets de Nueva Planta, qui n'accordent qu'un rôle secondaire aux anciens fors réservés à la régulation des questions particulières.